# Кейт Буш
Кейт Буш (на английски: Kate Bush) е английска певица, чието рождено име е Катерин Буш (Catherine Bush). Родена е на 30 юли 1958 година. Тя е известна със своите текстове, които са като мелодична приказка, и иновативната цялостна композиция на песните. Дебютира през 1978 г. с хита си „Wuthering Heights“, който стои на първата позиция на британската класация за сингли цели 4 седмици.

## Биография
Кейт подписва договор с „EMI“, докато е все още на 16 и учи в гимназията „Свети Джоузеф“. През първите 2 години на договора тя не издава своя продукция на музикалния пазар, а завършва образованието си и взема уроци по танци и музика. По време на този „образователен“ период тя записва над 200 демо записа на свои песни и пее в различни малки зали във и извън Лондон под името KT Bush Band.
В края на 80-те експериментира с уърлд мюзик елементи и в два от албумите си – „Sensual World“ (1989) и „The Red Shoes“ – интегрира обработена българска народна музика в изпълнения на Трио „Българка“.
През 2022 г. хитът на Буш „Running up that Hill“ добива нова популярност благодарение на използването на песента в сериала Stranger Things. Песента поставя рекорди, след като стига до номер 1 в британските музикални класации 37 години след като е издадена.

## Дискография

### Студийни албуми
- The Kick Inside (1978)
- Lionheart (1978)
- Never for Ever (1980)
- The Dreaming (1982)
- Hounds of Love (1985)
- The Sensual World (1989)
- The Red Shoes (1993)
- Aerial (2005)
- Director's Cut (2011)
- 50 Words for Snow (2011)